# Брукфілд (містечко, Вісконсин)
Брукфілд (англ. Brookfield) — місто (англ. town) в США, в окрузі Вокеша штату Вісконсин. Населення — 6477 осіб (2020).

## Демографія
Згідно з переписом 2010 року, у місті мешкало 6116 осіб у 2834 домогосподарствах у складі 1677 родин. Було 3017 помешкань
Расовий склад населення:
| - 90,7 % — білих - 5,8 % — азіатів - 1,7 % — чорних або афроамериканців |

До двох чи більше рас належало 1,3 %. Частка іспаномовних становила 1,8 % від усіх жителів.
За віковим діапазоном населення розподілялося таким чином: 18,7 % — особи молодші 18 років, 53,5 % — особи у віці 18—64 років, 27,8 % — особи у віці 65 років та старші. Медіана віку мешканця становила 50,1 року. На 100 осіб жіночої статі у місті припадало 85,4 чоловіків;  на 100 жінок у віці від 18 років та старших — 80,9 чоловіків також старших 18 років.
Середній дохід на одне домашнє господарство  становив 82 554 долари США (медіана — 57 003), а середній дохід на одну сім'ю — 112 198 доларів (медіана — 93 859). Медіана доходів становила 78 185 доларів для чоловіків та 52 540 доларів для жінок. За межею бідності перебувало 4,7 % осіб, у тому числі 4,7 % дітей у віці до 18 років та 6,4 % осіб у віці 65 років та старших.
Цивільне працевлаштоване населення становило 2963 особи. Основні галузі зайнятості: виробництво — 20,3 %, освіта, охорона здоров'я та соціальна допомога — 18,6 %, роздрібна торгівля — 15,0 %, науковці, спеціалісти, менеджери — 14,2 %.